# Schloss Bingenheim

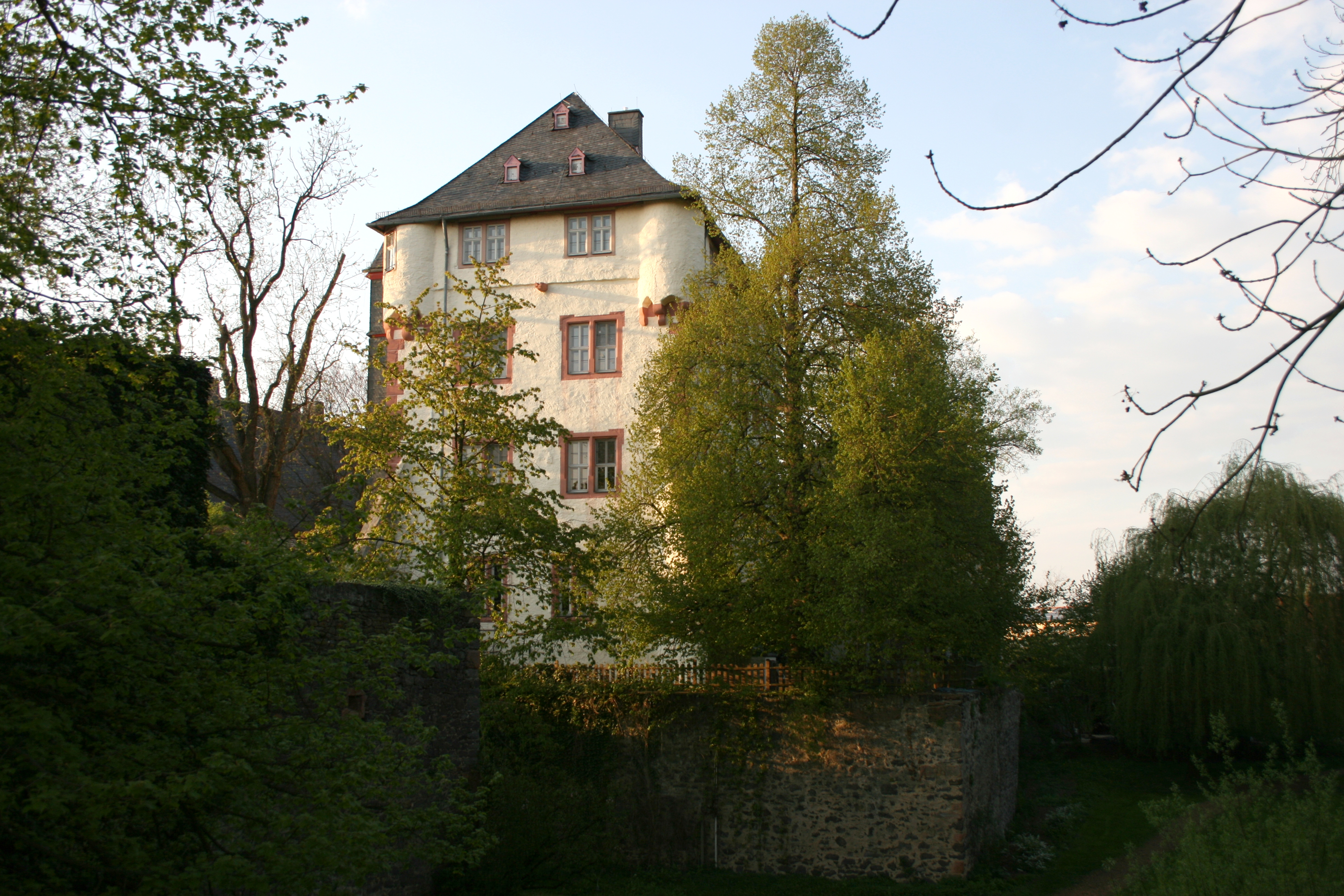
Blick von der Brücke zur Vorburg auf den Wohnturm (Hoher Bau)

Schloss Bingenheim ist eine Schlossanlage des 15. bis 17. Jahrhunderts in Echzell-Bingenheim im Wetteraukreis in Hessen, die aus einer älteren Burganlage hervorgegangen ist. Die Burg befand sich im Mittelalter zunächst in fuldischem Besitz. Ihre größte Bedeutung erlangte sie im späten 17. Jahrhundert, als Wilhelm Christoph von Hessen-Homburg, der Landgraf zu Bingenheim, sie als Residenz schlossartig ausbauen ließ.

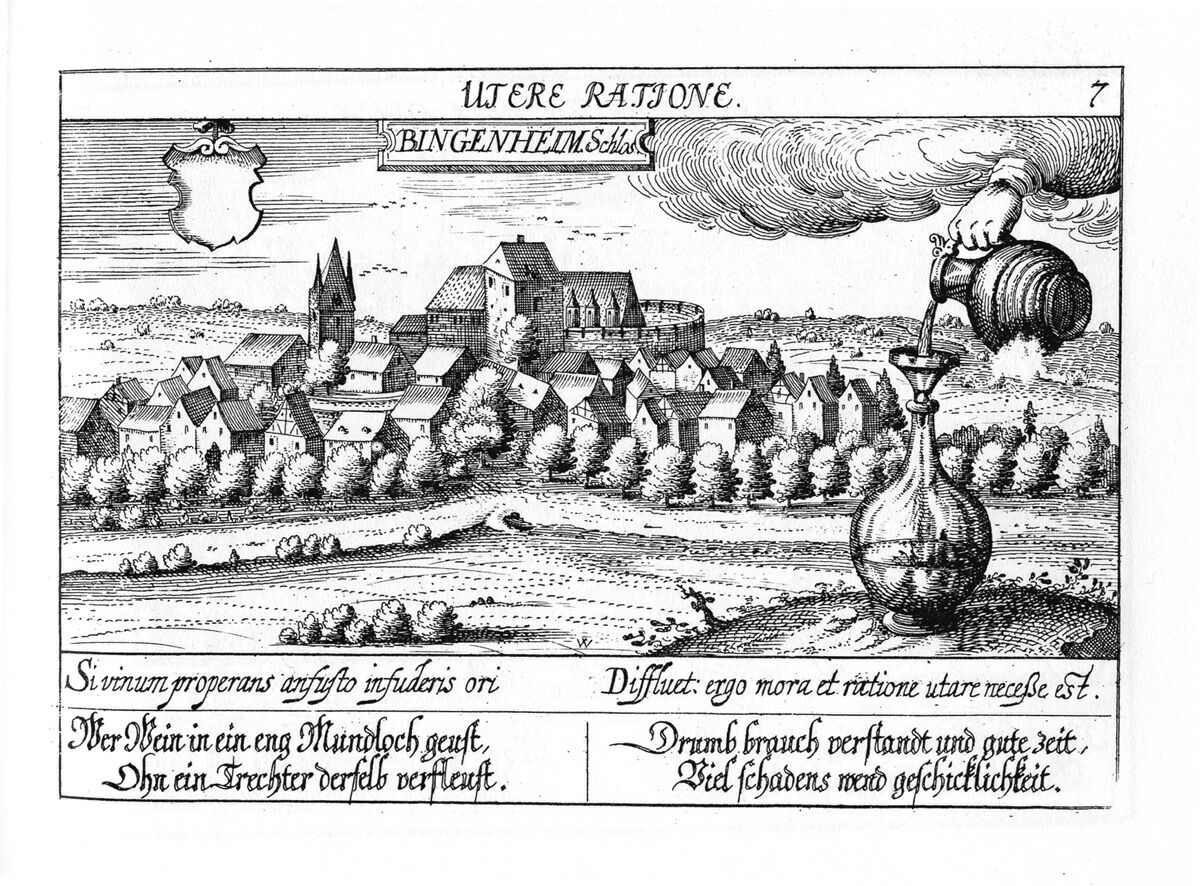
Daniel Meisner/ Eberhard Kieser: Thesaurus Philopoliticus oder Politisches Schatzkästlein (1630) mit Schloss und Ort Bingenheim.

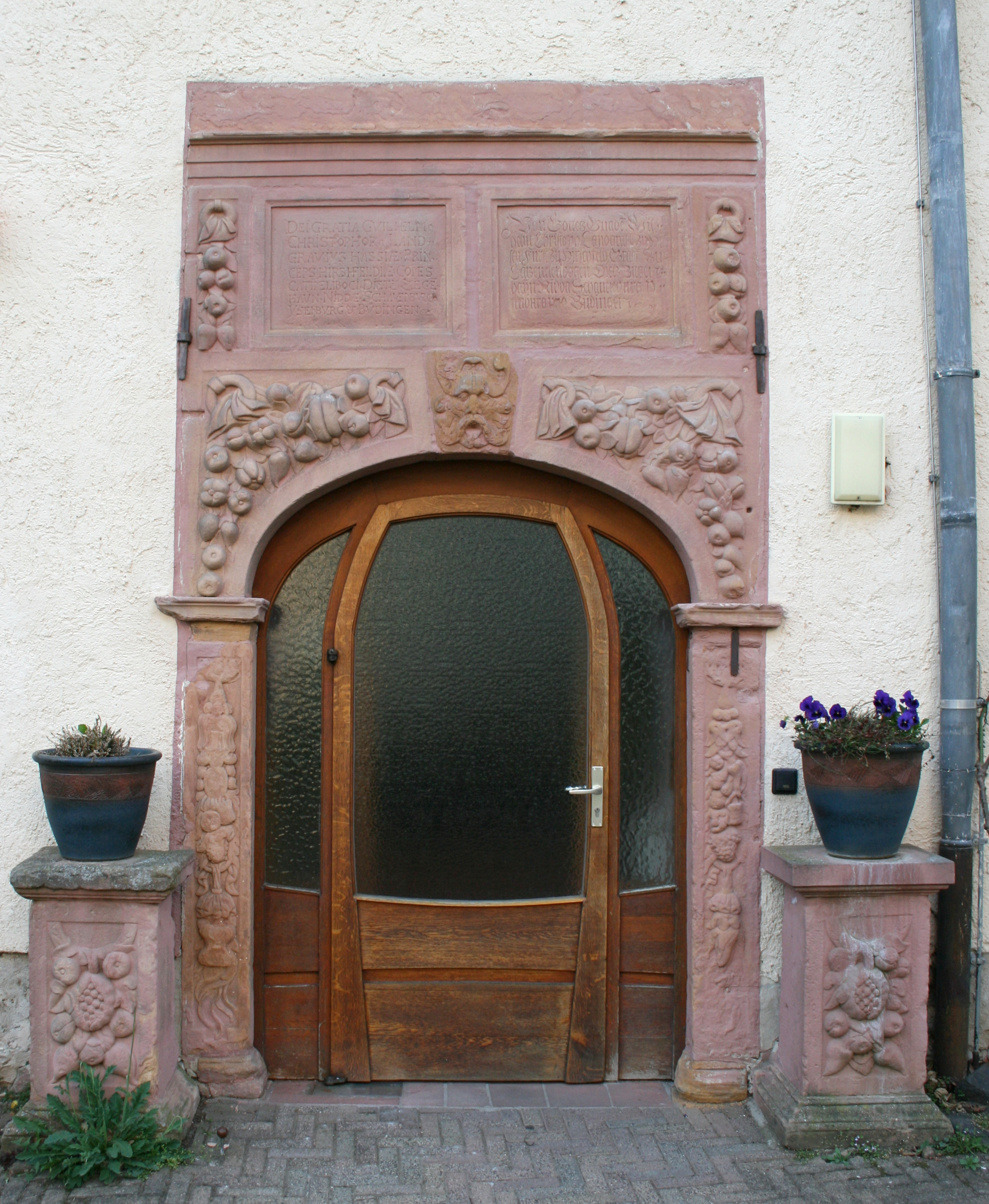
Portal am Langen Bau

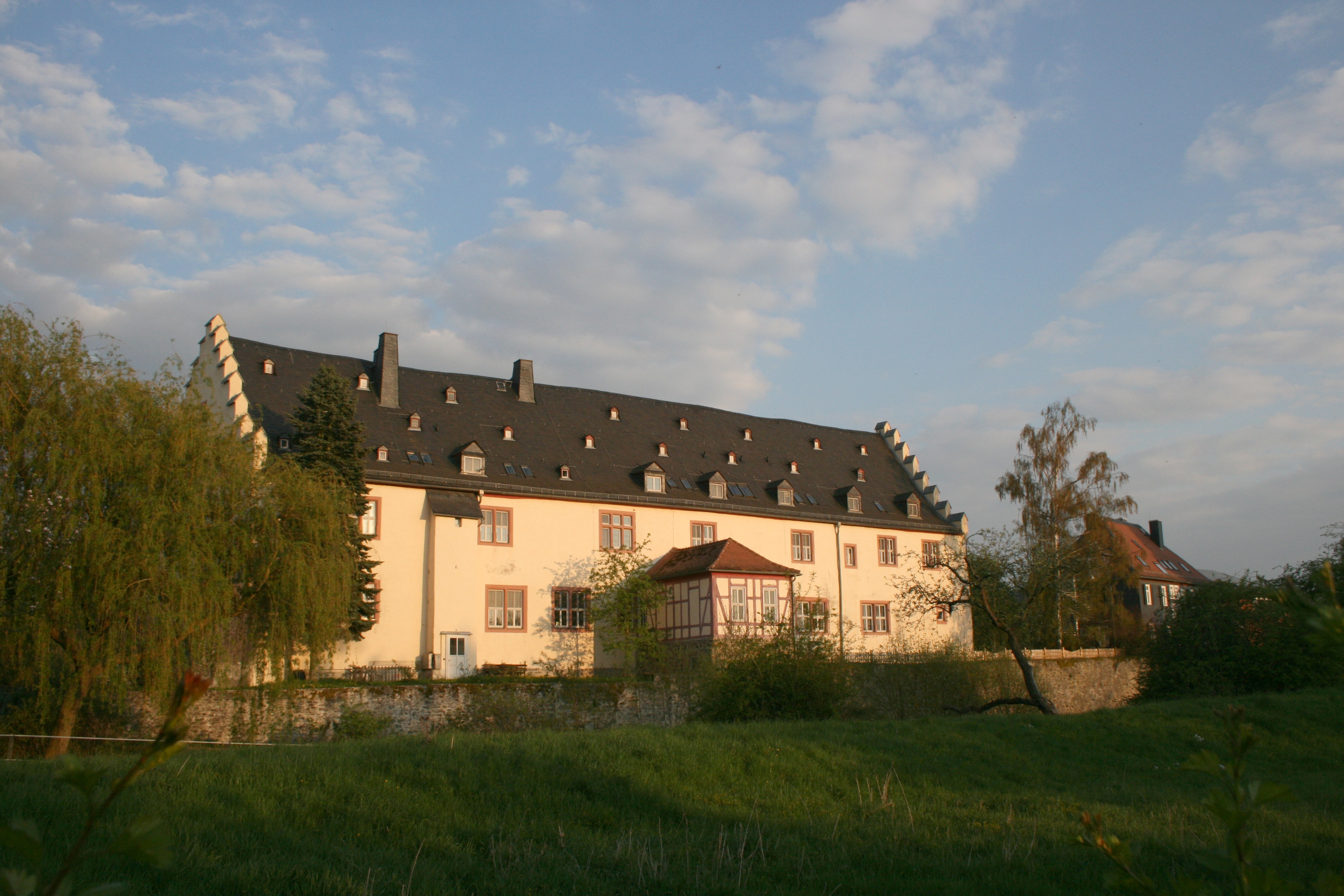
Langer Bau, Feldseite

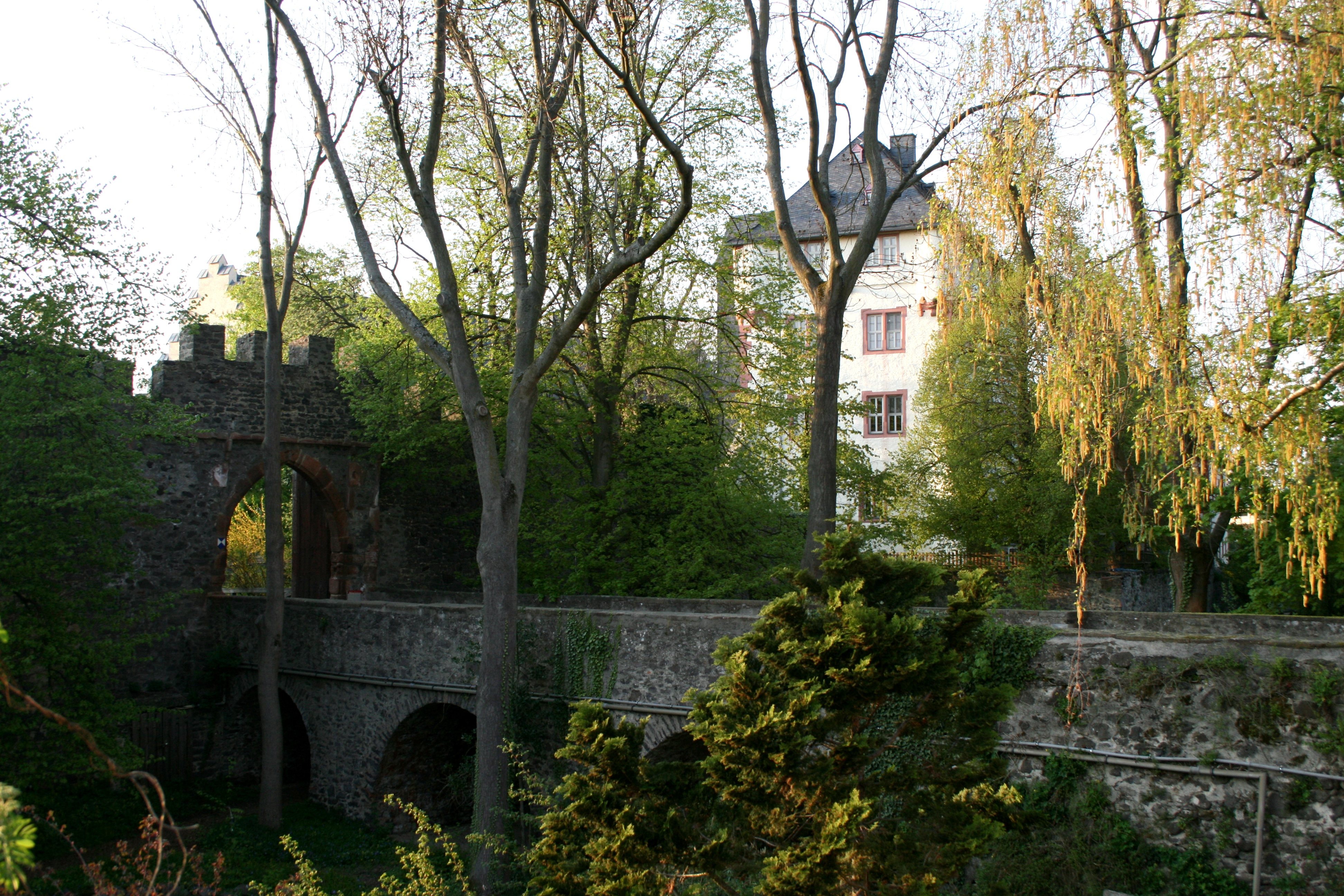
Blick auf die Brücke zur Vorburg, im Hintergrund der Hohe Bau

## Geschichte
Der 817 erstmals urkundlich genannte Ort Bingenheim befindet sich nahe der Niederung der Horloff an einem Flussübergang und Kreuzungspunkt mittelalterlicher Fernstraßen. In römischer Zeit verlief hier der Limes unweit des Kastell Echzell. Eine Burganlage als Vorläufer des heutigen Bingenheimer Schlosses wird erstmals 1064 urkundlich erwähnt. Die Burg war Verwaltungsmittelpunkt der zur Abtei Fulda gehörigen Fuldischen Mark.
Ein Teil der Lehen war im Besitz der Herren von Münzenberg. Mit der Münzenberger Erbschaft kam der Besitz 1255 an die Falkensteiner und 1311 an die Grafschaft Ziegenhain. Die Abtei besetzte die Burg vom 13. bis 15. Jahrhundert mit Burgmannen. 1357 erhielt der fuldische Fürstabt Heinrich VII. vom römisch-deutschen Kaiser Karl IV. die Erlaubnis, den vor der Burg gelegenen Ort zur Stadt zu erheben. Eine entsprechende Entwicklung fand aber nicht statt.
1423 verkaufte Fulda die Burg endgültig an Philipp I. von Nassau-Saarbrücken, an den sie bereits seit 1410 verpfändet war. Zwischenzeitlich befand sich die Burg auch im Besitz der Herren von Hanau. 1570 fiel sie an Ludwig IV. von Hessen-Marburg, 1604 an Hessen-Darmstadt. Zerstörungen aus der Zeit des Dreißigjährigen Kriegs sind nicht bekannt. 1648 trat ein erneuter Besitzwechsel ein: Landgraf Georg II. von Hessen-Darmstadt trat das Amt Bingenheim an seinen Schwiegersohn Wilhelm Christoph von Hessen-Homburg ab.
Wilhelm Christoph residierte im Bingenheimer Schloss und wurde deshalb Landgraf zu Bingenheim genannt. Er ließ die Anlage im Stil der Zeit umbauen und seinen Bedürfnissen anpassen. Von seiner Bautätigkeit zeugen zwei Schrifttafeln in deutscher und lateinischer Sprache am Portal des Langen Bau. Nach seinem Tod 1681 fiel der Besitz an Hessen-Darmstadt zurück. Später war im Schloss eine darmstädtische Forstverwaltung untergebracht.
Seit 1962 befindet sich das Schloss im Besitz der Lebensgemeinschaft Bingenheim, die darin seit 1950 ein Heil- und Pflegeinstitut für Kinder, Jugendliche und Erwachsene unterhält. Im Bereich der Vorburg und des Umfeldes des Bingenheimer Schlosses wurden dafür moderne, zweckmäßige Gebäude errichtet. Eine Besichtigung von innen ist nicht möglich.

## Anlage
Schloss Bingenheim präsentiert sich heute als schlossartig umgebaute Burganlage, deren Substanz aus dem 15. bis 17. Jahrhundert stammt. Vor- und Kernburg sind von tiefen, heute trockenen Gräben umgeben. In die Vorburg gelangt man über eine dreibogige Steinbrücke. Über dem Graben zwischen Vor- und Kernburg befand sich eine Zugbrücke, die 1729 wegen Baufälligkeit durch eine zweibogige Steinbrücke ersetzt wurde.
In der Kernburg befinden sich zwei Schlossgebäude, der Hohe Bau und der Lange Bau. Der vierstöckige Wohnturm (Hoher Bau) ist der älteste Teil der Anlage. Mit seinen auf Konsolen auskragenden Ecktürmen erscheint er spätgotisch. Ein Treppenbau wurde 1679 angefügt, eine Fluchttreppe aus Stahl außen erst in jüngster Zeit. An dem Gebäude sind noch Ansätze der Ringmauer erkennbar sowie an der Außenseite Reste zweier Erker.
Der Lange Bau stellt das eigentliche Wohngebäude des Schlosses aus der Zeit des Bingenheimer Landgrafen dar. Das zweigeschossige Gebäude besitzt markante Treppengiebel und gotische Spitzbogentüren. Portalinschriften weisen auf einen Umbau unter Landgraf Wilhelm Christoph im Jahr 1675 hin. Weiterhin befindet sich in der Kernburg der kubische Küchenbau mit Mansarddach aus der zweiten Hälfte des 18. Jahrhunderts.
In der Vorburg ist das 1723 errichtete fürstliche Amtshaus in Zierfachwerk erhalten. Ein langgestreckter Fachwerkbau, der als herrschaftlicher Fruchtspeicher mit Scheune und Ställen diente, wurde in den 1970er Jahren abgerissen. Reste zweier runder Ecktürme wurden in die moderne Bebauung integriert. Sie stammen aus der Zeit um 1500 und sind wie ein großer Teil der erhaltenen Ringmauer mit Zinnen bekrönt.

## Persönlichkeiten
- Wilhelm Christoph von Hessen-Homburg (1625–1681), genannt „Landgraf zu Bingenheim“
- Christine Wilhelmine von Hessen-Homburg (1653–1722), hessen-homburgische Prinzessin und durch Heirat Herzogin von Mecklenburg, hier geboren
- Magdalene Sophie zu Hessen-Homburg (1660–1720), hessen-homburgische Prinzessin und durch Heirat Gräfin von Solms-Greifenstein, hier geboren